# 두더지들쥐속
두더지들쥐속(Ellobius)은 쥐상과 비단털쥐과에 속하는 설치류 속의 하나이다. 두더지들쥐족(Ellobiusini)의 유일속으로 5종으로 이루어져 있다. Y 염색체가 사라진 포유류 종들 중에서 2종(남캅카스두더지들쥐와 자이산두더지들쥐)을 포함하고 있다.

## 하위 종
- 알라이두더지들쥐 (E. alaicus)
- 남부두더지들쥐 (E. fuscocapillus)
- 남캅카스두더지들쥐 (E. lutescens)
- 북부두더지들쥐 (E. talpinus)
- 자이산두더지들쥐 또는 동부두더지들쥐 (E. tancrei)

## 같이 보기
- 류큐가시쥐속 (Tokudaia)